# Jesús Rollán
Jesús Miguel Rollán Prada (Madrid, 4 april 1968 – La Garriga, Catalonië, 11 maart 2006) was een Spaanse waterpoloër.
Jesús Rollán nam vijfmaal deel aan de Olympische Spelen, in 1988, 1992, 1996, 2000 en 2004. Hij eindigde met het Spaanse team in Atlanta op de eerste plaats. Vier jaar voor die gouden medaille nam hij deel aan de Olympische Zomerspelen in eigen land in Barcelona, waar hij toen met zijn team beslag legde op de zilveren medaille.
In de competitie kwam Rollán uit voor Club Natación San Blas, Club Natación Vallehermoso, Club Natació Catalunya, Pro Recco en F.C. I.E.S. Molí Del Sol.
Hij was tevens een goede vriend van prinses Cristina van Spanje. Hij was het die haar in contact bracht met haar toekomstige man, de Spaanse handbal-international Iñaki Urdangarin.
Rollán overleed na een val van een balkon in een revalidatiecentrum vlak bij Barcelona. Hij was in dat revalidatiecentrum in behandeling om de depressie, waaraan hij leed, tegen te gaan. Waarschijnlijk pleegde hij zelfmoord.
Miguel Chillida · 
Manuel Estiarte · 
Pedro García · 
Salvador Gómez · 
Marco Antonio González · 
Mariano Moya · 
Jorge Neira · 
Jorge Payá · 
Miguel Pérez · 
Pedro Robert · 
José Antonio Rodríguez · 
Jesús Rollán · 
Jordi Sans
Daniel Ballart · 
Manuel Estiarte · 
Pedro García · 
Salvador Gómez · 
Marco Antonio González · 
Rubén Michavila · 
Miguel Ángel Oca · 
Sergi Pedrerol · 
Josep Picó · 
Jesús Rollán · 
Ricardo Sánchez · 
Jordi Sans
Josep María Abarca · 
Ángel Luis Andreo · 
Daniel Ballart · 
Manuel Estiarte · 
Pedro García · 
Salvador Gómez · 
Iván Moro · 
Miguel Ángel Oca · 
Jorge Payá · 
Sergi Pedrerol · 
Jesús Rollán · 
Jordi Sans · 
Carles Sans
Ángel Luis Andreo · 
Daniel Ballart · 
Manuel Estiarte · 
Pedro García · 
Salvador Gómez · 
Gabriel Hernández · 
Gustavo Marcos · 
Daniel Moro · 
Iván Moro · 
Sergi Pedrerol · 
Jesús Rollán · 
Javier Sánchez · 
Jordi Sans
Ángel Luis Andreo · 
Daniel Ballart · 
Xavier García · 
Salvador Gómez · 
Gabriel Hernández · 
Gustavo Marcos · 
Guillermo Molina · 
Daniel Moro · 
Iván Moro · 
Sergi Pedrerol · 
Iván Pérez · 
Jesús Rollán · 
Javier Sánchez